# Tucumã (Pará)
Tucumã é um município brasileiro do interior do estado do Pará. Está localizado na Mesorregião do Sudeste Paraense e na Microrregião de São Félix do Xingu, na região sul do estado, distando da capital cerca de 882 km. A sede municipal fica às margens da Rodovia PA-279.
A extensão territorial do município de Tucumã, compreendendo 2.535,11 km² está toda inserida na área do já extinto Programa Grande Carajás. A sua população durante a década de 1980, cresceu consideravelmente estimulada por vários fatores, tais como, condições agroclimáticas favoráveis, exploração de madeira e extração do ouro. De 3.000 famílias assentadas em julho de 1981 pela Andrade Gutierrez, a população residente saltou para 21.738 habitantes em 1989.
Segundo estimativas do Instituto Brasileiro de Geografia e Estatística (IBGE), o município tinha uma população de 40 136 habitantes em 2020. Seu PIB, em 2015, era de R$ 566,7 milhões. Segundo o PNUD/2000 o IDH do município de 0,747, é médio e sua renda per capita em 2015 era de R$ 15.452,90.
Tucumã forma com a cidade vizinha, Ourilândia do Norte, a única área conurbada do sudeste do Pará.

## Etimologia

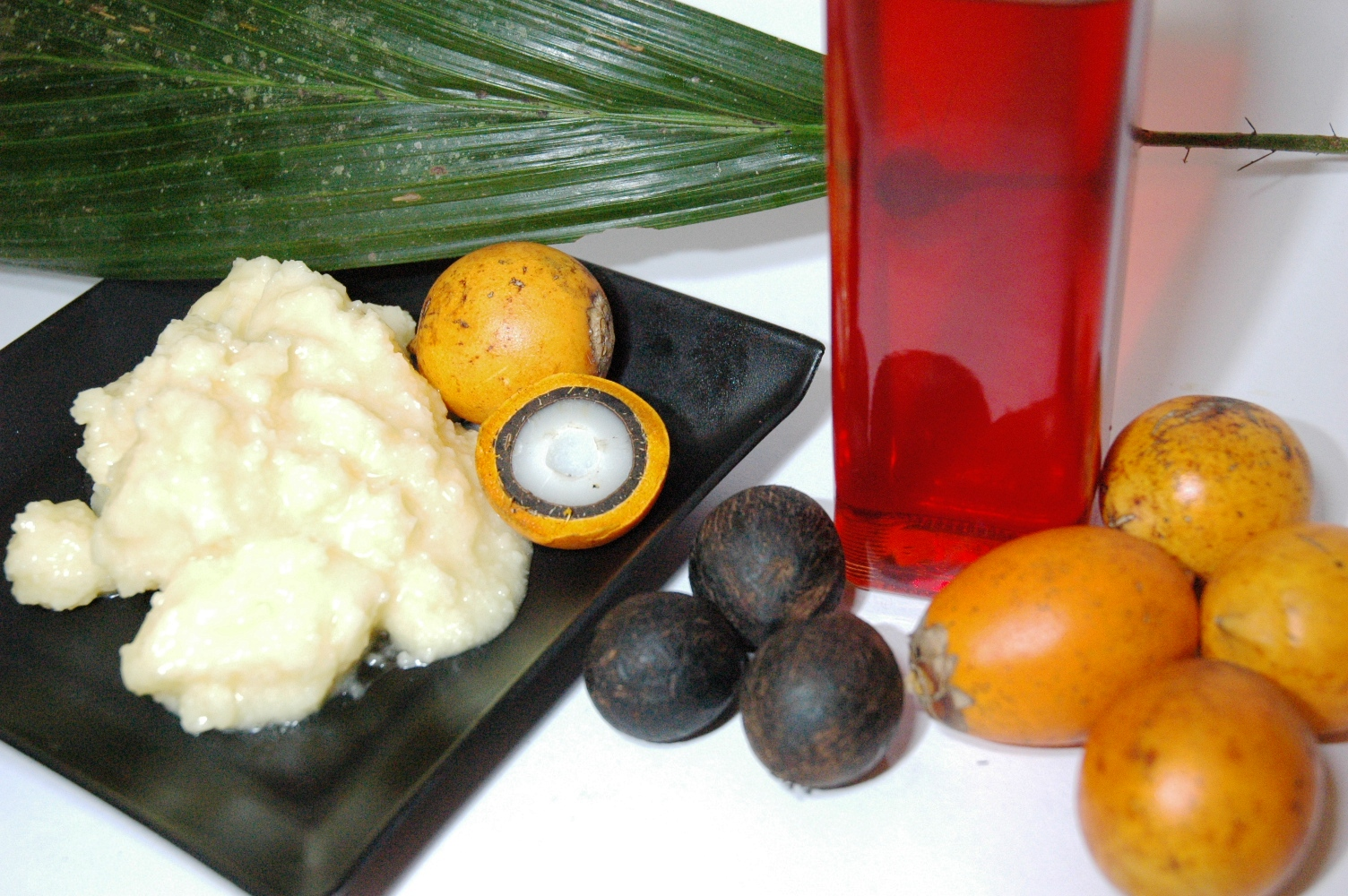
O fruto tucumã verde, seco, com palma, óleo e polpa processada.

A etimologia da palavra Tucumã em tupi (tukumã) significa "fruto de planta espinhosa". O fruto tucumã, às vezes chamado de tucum, é da espécie astrocaryum aculeatum e sua palmeira que chega a medir até 20 metros, geralmente solitária, de estipe com faixas de espinhos negros, folhas ascendentes, inflorescência ereta e frutos amarelos com tons avermelhados.
O local onde se fixou a sede de Tucumã era abundante desta palmeira. A CONSAG resolveu adotar a palmeira como símbolo da colonização e nomear o projeto agrícola de "Tucumã".

## Geografia
O município de Tucumã pertence à Mesorregião do Sudeste Paraense e à Microrregião de São Félix do Xingu. A sede municipal fica às margens da PA-279 e apresenta as seguintes coordenadas geográficas: 06º 45' 08" de latitude Sul e 51º 09' 30" de longitude a Oeste de Greenwich.
Limita-se ao norte  com o município de São Félix do Xingu; a leste com os municípios de Parauapebas, Ourilândia do Norte e Água Azul do Norte; ao sul com o município de Ourilândia do Norte. e; a oeste com o município de São Félix do Xingu.

### Solos
Tucumã apresenta os melhores solos do Pará para a prática agrícola. Isto porque o solo mais abundante em terras tucumaenses é a Terra Roxa Estruturada eutrófica, de textura argilosa, que tem um pH de acidez muito baixo, além de ser rico em compostos orgânicos. Outros tipos de solos incluem: Podzólico Vermelho-Amarelo, Podzólico Vermelho-Amarelo equivalente eutrófico, Latossolo Vermelho-Amarelo distrófico, Litólicos distróficos e Afloramentos Rochosos.

### Vegetação
A cobertura original do município era composta principalmente por Floresta Tropical Úmida, com presença das matas de galeria, nas proximidades do rio Branco, do rio Fresco e do rio Carapanã. Nestas áreas, em função da inundação dos rios durante o inverno equatorial, está presente a floresta de várzea.
A cobertura florestal primitiva, porém, vem sendo removida em função do avanço da fronteira agrícola Amazônica, dando lugar às Florestas Secundárias e às pastagens.
Tucumã possui pouquíssimas áreas de cobertura original, sendo que, em 2016, isso correspondia somente a 216 km² de área conservada, nenhuma sendo reserva ou área de proteção municipal, estadual ou federal, sendo porém áreas de conservação privada.

### Relevo

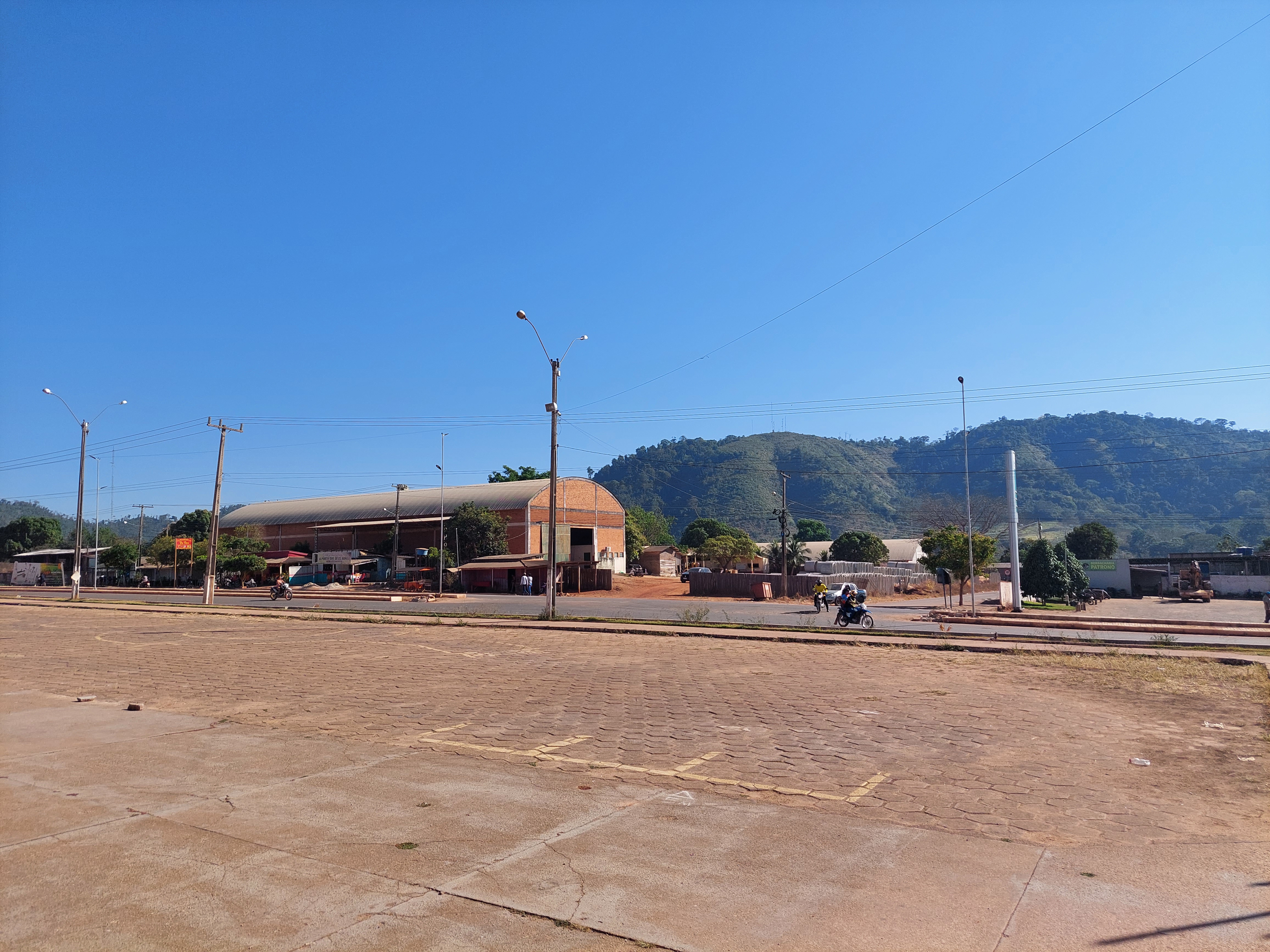
Montanhas em Tucumã a partir do largo da Praça de Eventos Culturais Tuto Pombo Kayapó

A variação do relevo do município é muito grande, chegando a atingir, na fronteira de Tucumã e Ourilândia, cerca de 623 metros de altitude, numa das extensões da Serra dos Carajás. Na outra extremidade, registra-se 197 metros próximo ao rio Fresco. Já a sede municipal fica a aproximadamente 200 metros acima do nível do mar.
Está inserido nas unidades morfoestruturais do Planalto Dissecado do Sul do Pará e Depressão Periférica do Sul do Pará, cujas formas específicas apresentam superfícies pediplanadas em rochas Pré-Cambrianas, áreas dissecadas em colinas, inselbergs, chapadões, etc.

### Hidrografia
As principais massas d'água do município são o rio Branco, o rio Fresco e o rio Carapanã; destes, o mais volumoso é o rio Fresco. Todos fazem parte da sub-bacia do rio Xingu.
Nenhum dos grandes rios do município, porém, é navegável, pois têm grandes corredeiras e cachoeiras ou simplesmente são perenes.

### Clima
Segundo a classificação climática de Köppen-Geiger o clima do município é tropical com estação seca (Aw/As), apresentando um caráter de transição, que se caracteriza, em sua maior parte, por ser tropical quente e subseco. A temperatura, no mês mais quente, é de 26,7 °C, e no mais frio, 24,9 °C, sendo a amplitude térmica de 1,8 °C. A precipitação pluviométrica é de 1.423 mm/ano.

### Subdivisões
O município possui dois distritos principais, sendo: distrito sede, composto basicamente pela cidade de Tucumã, e; distrito da Agrovila do Cuca, assentado na agrovila homônima, que dista cerca de 16 km em linha reta a sudoeste da sede municipal.
Outra localidade importante é a vila P5-Mineiro, que orbita suas atividades em torno da agropecuária e da avicultura.

## História
O processo de ocupação da área onde foi implantado o Projeto Tucumã, teve origem a partir do projeto de colonização da empresa Andrade Gutierrez (CONSAG), vencedora da concorrência pública do Instituto Nacional de Reforma Agrária em 1978, na qual habilitava-se a realizar a colonização do Projeto Tucumã numa área correspondente a 400.000 hectares (contemplando também a construção de uma company town), de propriedade da União, na época localizado dentro do município de São Félix do Xingu. Essa área seria servida pela PA-279, construída pela Andrade Gutierrez, ligando o município de São Félix do Xingu à BR-155 e desta a BR-010 (rodovia Belém-Brasília), através da BR-222.
Na década de 1970 um dos grandes objetivos do governo federal "foi promover a ocupação de vazios demográficos", e sendo a região norte do país uma região predominantemente de áreas de baixa produção agrícola - a maioria dos produtos hortigranjeiros consumidos na região são oriundos do centro-sul do Brasil -, a instalação de uma colonização de caráter agrícola viria resolver dois problemas cruciais: migração da mão-de-obra e a produção local. Portanto a colonização do Projeto Tucumã oferecia todas as condições para que pudesse ser realizada com êxito, vindo a calhar com os objetivos do Programa de Polos Agropecuários e Agrominerais da Amazônia (Polamazônia), inserido no Projeto Grande Carajás.
Em termos militares, a ocupação do sul do Pará era um território particularmente sensível devido ao histórico da Guerrilha do Araguaia que o governo havia combatido e dizimado alguns anos antes.

### Projeto CONSAG
O primeiro colono assentado na área de Tucumã foi Antônio José dos Santos, no dia 15 de Março de 1982, num lote de 55 hectares localizado no setor leste do Projeto. A primeira unidade residencial urbana foi ocupada no dia 16 de setembro de 1981 por Alcides Oliveira. Para a execução do projeto foram distribuídos 3 mil lotes de terra de diversos tamanhos, variáveis em função da qualidade do solo e da localização em relação as agrovilas e voltados para a atividade agrícola e pecuária.
De acordo com o projeto urbanístico da CONSAG, a company town teria o formato de uma borboleta. O projeto foi dividido para iniciar o trabalho em três glebas. A Gleba I, a primeira a ser trabalhada, possuía uma extensão de 181.000 hectares, sendo que chegaram a ser concluídos mais de 540 km de estradas vicinais. Em 1983, os investimentos da Andrade Gutierrez destinados ao Projeto Tucumã começaram a diminuir, contribuindo para a não implantação das Glebas II e III e com isso deixou-se de fazer comercialização de lotes aos colonos interessados. Apesar do preço elevado dos lotes, essa situação causou sérios descontentamentos entre os colonos que haviam chegado à área e não tiveram acesso ao Projeto. A situação da área do Projeto Tucumã ficou cada vez mais tensa e, em 1985, as terras do Projeto foram invadidas, primeiro na área rural, se estendendo depois às agrovilas. Como a empresa preferiu não resistir a essa onda de invasão, o resultado foi um processo de crescimento populacional provocando uma ocupação de forma desordenada nas terras do Projeto, inviabilizando-o como empreendimento de colonização particular. A partir daí começaram as negociações que culminaram na reversão do Projeto de Colonização Tucumã e suas benfeitorias para a União em 30 de outubro de 1988.

### Luta pela emancipação

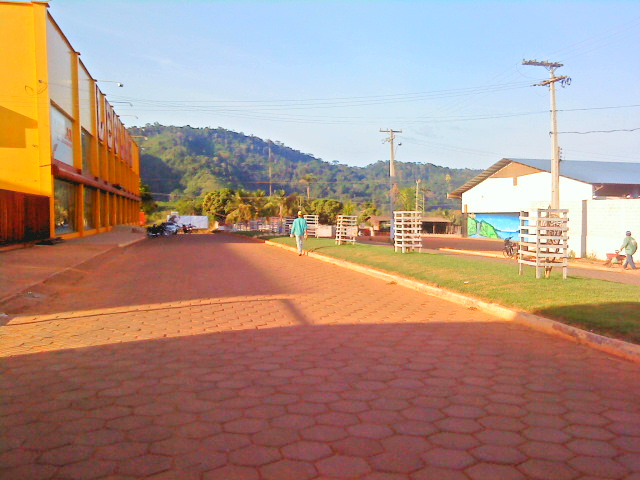
Avenida dos Estados tendo ao fundo um dos morros que cercam Tucumã, em 2011.

Com a saída da empresa do Projeto Tucumã e a pouca participação da prefeitura de São Félix do Xingu na área, a comunidade local elegeu nove representantes para a formação do Conselho de Desenvolvimento Comunitário de Tucumã (Codetuc), que tinha como objetivo ordenar as ocupações urbanas, preservando o planejamento urbanístico, áreas ambientais comuns, serviços públicos essenciais e os bens da União guardados e em uso pelo poder público municipal. A criação do conselho foi de grande valia para a comunidade de Tucumã, uma vez que procurou acalmar os ânimos da população que estava exaltada na área, propiciou a ampliação de atividades ligadas à indústria madeireira e à exploração do ouro além de permitir o andamento de outras atividades essenciais para o desenvolvimento de Tucumã.
O Conselho foi presidido, inicialmente por Petrônio Gentil de Souza, e depois pelos seguintes presidentes: Luís Otávio Montenegro, João Roberto da Silva (primeiro prefeito de Tucumã) e José Carlos Zampietro. O conselho somente foi desativado com a instalação da prefeitura, em janeiro de 1990.
O município de Tucumã foi criado pela Lei nº 5.455, de 10 de maio de 1988, estatuída pela Assembleia Legislativa do estado e sancionada pelo governador Hélio Gueiros, com área desmembrada do município de São Félix do Xingu. Em 15 de novembro de 1989 foram realizadas as eleições gerais municipais com instalação da prefeitura e câmara dos vereadores em 1º de janeiro de 1990.

## Economia
A economia de Tucumã está assentada basicamente no setor primário, especialmente sobre as atividades de agropecuária e extrativas vegetal e mineral.
Sabe-se que a prioridade do Projeto Tucumã ensejava o desenvolvimento da atividade agropecuária e para tanto recrutou colonos principalmente do sul do pais, com vivência na exploração dessa atividade, influenciados pela divulgação que a Colonizadora Andrade Gutierrez (CONSAG) fazia da região. Nessa divulgação a empresa procurava induzir aos interessados de que além das excelentes condições agroclimáticas da região, encontrariam, já montada toda a infra-estrutura de apoio à produção agropecuária, trazida por estradas, alojamentos, armazéns, sementes e mudas, assistência técnica, escolas, saúde e outros. A realidade contudo era completamente diferente daquela propalada pela referida empresa de colonização privada, pois as famílias de agricultores que chegavam eram assentados nos lotes sem as condições necessárias e suficientes para tornar a agropecuária um dos sustentáculos da economia daquela região. Esses entraves, provavelmente, foram as causas principais do insucesso do Projeto Tucumã.

### Agropecuária e extrativismo
A situação do setor primário de Tucumã, não foi muito animadora logo após sua emancipação. Criado para ser um grande produtor agrícola, Tucumã, ao contrário disso, passou por sérias dificuldades para desenvolver sua agricultura. Dificuldade essa causada mais pela falta de apoio infra-estrutural do que pela força de vontade dos colonos, que não encontraram, quando lá chegaram, as condições propícias, necessárias.
Durante a década de 1990, o município esteve em uma situação muito adversa, traduzida na dificuldade de adaptação dos colonos, falta de transportes, de estradas com pavimentação asfáltica, e de doenças típicas da região. Entretanto a partir dos anos 2000, houve uma grande mudança estrutural na cadeia produtiva da região que se tornou uma grande produtora de arroz, cacau, café, feijão e milho, também sendo uma grande produtora de leite, aliada a expectativa de pavimentação asfáltica da PA-279, principal estrada de ligação do município com o Brasil.

### Indústria, comércio e serviços

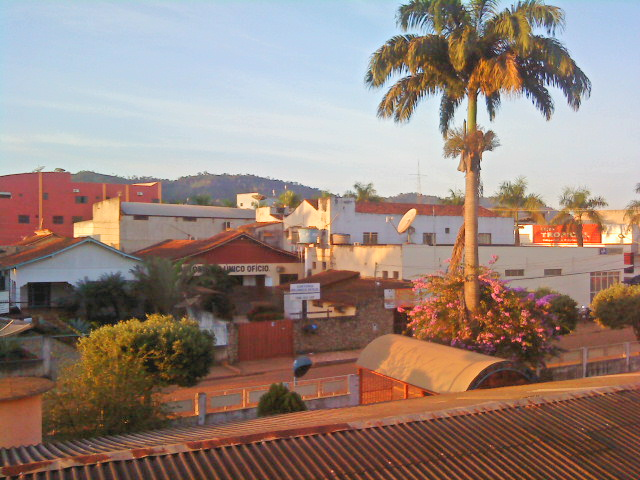
Vista do centro de Tucumã a partir do Colégio Adventista, em 2011.

A produção industrial de Tucumã, durante as décadas de 1980 e 1990, gravitou essencialmente em torno da atividade madeireira. Em 1988, segundo a SEFA/PA, existiam cadastros de 17 estabelecimentos industriais, voltados para a exploração de madeira, não contabilizados os estabelecimentos irregulares. Essa atividade causou um grande prejuízo ecológico ao município, chegando a devastar áreas indígenas e de preservação ambiental. Contudo com a maior aplicabilidade da legislação ambiental a partir de meados da década de 2000, essas madeireiras e movelarias foram fechadas.
Os garimpos instalados no município de Tucumã trouxeram uma grande possibilidade de arrecadação de impostos e de vendas no comércio local. A exploração do garimpos em Tucumã e nos municípios vizinhos foi responsável por grande parte da renda gerada na atividade comercial, pois comercializa motores, bombas, mangueiras e outros equipamentos.
A indústria de lacticínios é uma atividade que cresce muito no município, devido à qualidade do rebanho pecuário e a dimensão da bacia leiteira local que é uma das maiores do Pará. Os laticínios do município estão entre os maiores e mais produtivos do Norte do Brasil, exportando todo o seu excedente para os mercados locais e para o exterior. A atividade frigorífica também é muito forte no município, com várias indústrias de outros estados do Brasil instaladas em Tucumã.
O processamento e beneficiamento de grãos, e das safras de cacau também são destaque junto à atividade agroindustrial do município. A grande produtividade marginal de cacau no município de Tucumã, sempre supera em produtividade marginal a produção na Bahia, que é de longe o maior produtor do país.

### Mineração
A atividade garimpeira também garantiu uma renda substancial ao município nos primeiros anos após sua emancipação, contudo, a rápida exploração levou a exaustão dos garimpos locais, e no final da década de 1990, já não havia mais registro de atividade garimpeira nas agrovilas do município. O grande destaque quanto à atividade de garimpos na área do município vinha da agrovila do Cuca, distante cerca de 36 km da cidade de Tucumã. Ela é uma área oriunda de garimpo, funcionando desde 1978, só detectada em maio de 1980 por meio de uma fotografia aérea que revelava a presença do homem no meio da mata.
Entretanto em 2009 foi proposta a implantação de um projeto de mineração (Projeto Boa Esperança), para lavra e beneficiamento de cobre, no município de Tucumã, com o objetivo de  lavrar cerca de 3,7 milhões de toneladas/ano de minério de cobre, resultando na produção de 105 mil toneladas úmidas de concentrado, equivalentes a 29 mil toneladas/ano de cobre metálico. As obras previstas no projeto incluiriam quatro unidades básicas: a mina a céu aberto, as áreas de depósito e barragem de rejeitos, as instalações de beneficiamento mineral e a unidade administrativa. O Projeto Boa Esperança prevê um investimento de 630 milhões de reais e a geração de 1000 empregos diretos durante a implantação. Na fase de operação, o efetivo deverá alcançar cerca de 500 funcionários próprios e 130 terceirizados.

## Infraestrutura

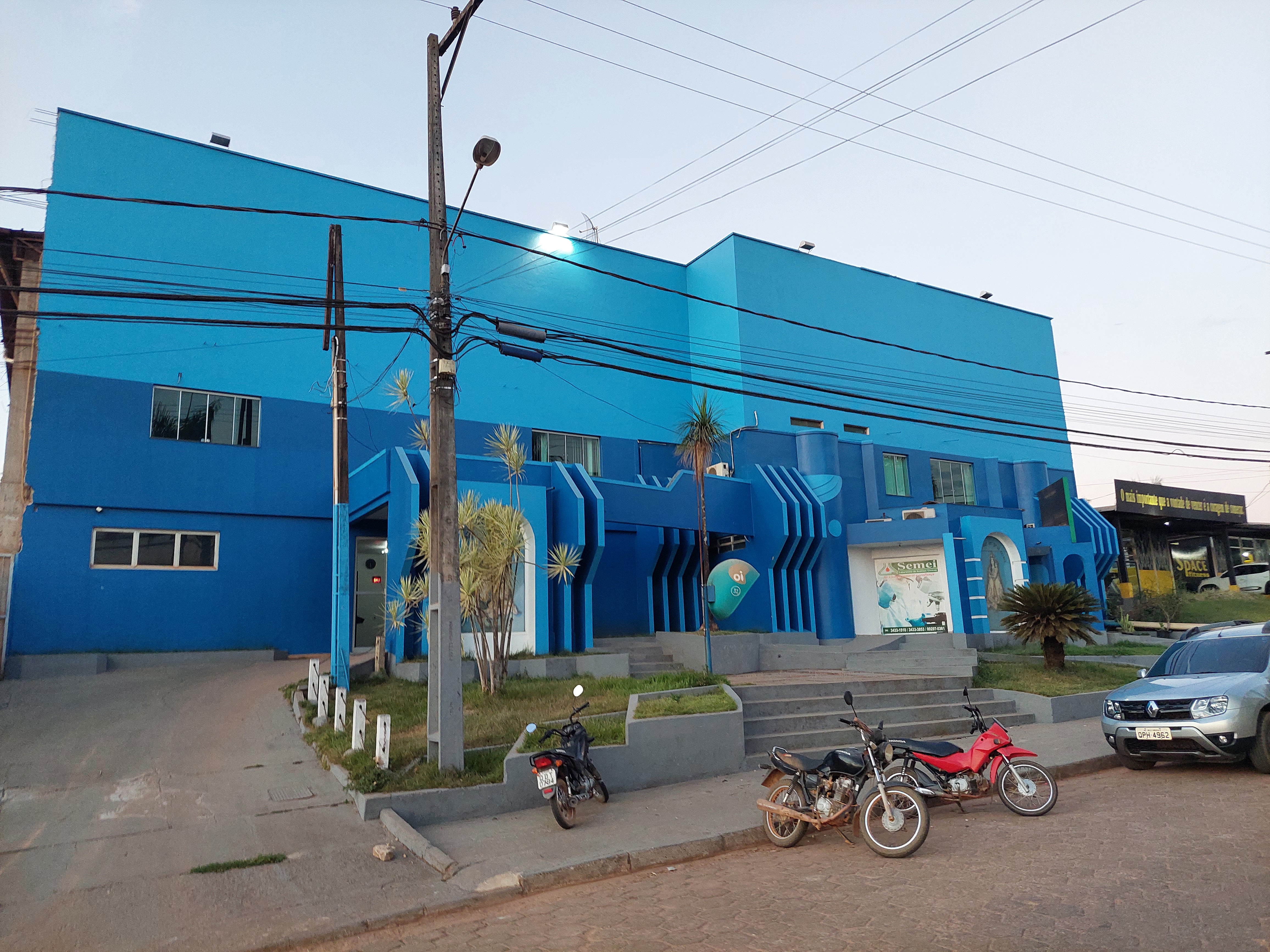
Hospital e Maternidade Nossa Senhora de Nazaré, em 2021

### Transportes
O principal acesso do município é rodoviário, se dando pela PA-279, que a liga ao resto do território nacional. A via é pavimentada em toda sua extensão.
Herança da época do projeto CONSAG, o território municipal é repleto de estradas vicinais que conectam completamente Tucumã.
Tucumã anteriormente já dispôs de um aeroporto que foi transferido para o município vizinho. Desde 2014 o município dispõe de um aeródromo às margens da PA-279, a 5 km do centro da cidade.

### Educação
O Sistema de ensino no Município de Tucumã está centralizado em duas vertentes, a primeira é o setor público, este conta com cinco unidade de ensino infantil (Creche Municipal Deusa Rocha, Creche Municipal Machado de Assis, Creche Municipal Cantinho da Paz, Creche Municipal Chapeuzinho Vermelho, Creche Municipal Joana D'ngeles), o ensino fundamental urbano conta com as seguintes escolas: E.M.E.F Donato de Andrade, E.M.E.F Samuel Nava, E.M.E.F Pro Mulher, E.M.E.F Santo Antonio, E.M.E.F Professora Beatriz Arias, E.M.E.F Educandário Maria Gontijo, E.M.E.F Elcione Barbalho, E.M.E.F Alfredo Balko e o ensino da área rural esta em três unidade de ensino (E.M.M.E.F Maria Carolina de Jesus - Agrovila da Cuca, E.M.M.E.F Professor Adevaldo do Nascimento - Vicinal P.07 e E.M.M.E.F Maria Analha do Nascimento Santos - Vicinal Rosa de Saron).
As escolas do sistema provado atende da Educação Infantil ao Ensino Superior, Educandário Pequenos e Peraltas (Ensino Infantil e Fundamental até o 5º ano), CPF - Colégio Professor Afonso (Ensino Infantil, Ensino Fundamental e Ensino Médio), esta instituição apresenta parceria técnica com instituições de ensino superior no formato EaD, Colégio Sistema (Curso do Ensino Fundamental, Eja, Ensino Médio e Cursos Técnicos)
A educação técnica e superior do município dispõe de um Polo da Universidade Aberta do Brasil, com a participação de instituições como IFPA Instituto Federal do Pará,UFPA (Universidade Federal do Pará), UEPA (Universidade do Estado do Pará) que oferta, na modalidade EaD, os cursos de tecnologia em análise e desenvolvimento de sistemas, licenciatura em informática, licenciatura em ciências biológicas, Pedagogia

### Ruas e avenidas
Os principais logradouros de Tucumã são a Avenida Brasil, a Avenida Pará, Avenida Belém, Avenida do Ouro, Avenida Balata e a Avenida dos Estados. Estas arteriais conetam toda a cidade de Tucumã, juntamente com a PA-279.

### Saúde
A cidade dispõe de três hospitais para atender a população do município, sendo que o principal destes é o estabelecimento público Hospital Municipal Hilarina Barretos (HMHB). Os outros estabelecimentos são privados, sendo o Hospital e Maternidade Santo Agostinho (HMSA) e o Hospital e Maternidade Nossa Senhora de Nazaré (HMNSN). Ainda existem diversas clínicas, centros, unidades e postos de saúde.

## Lazer e cultura

### Manifestações culturais religiosas

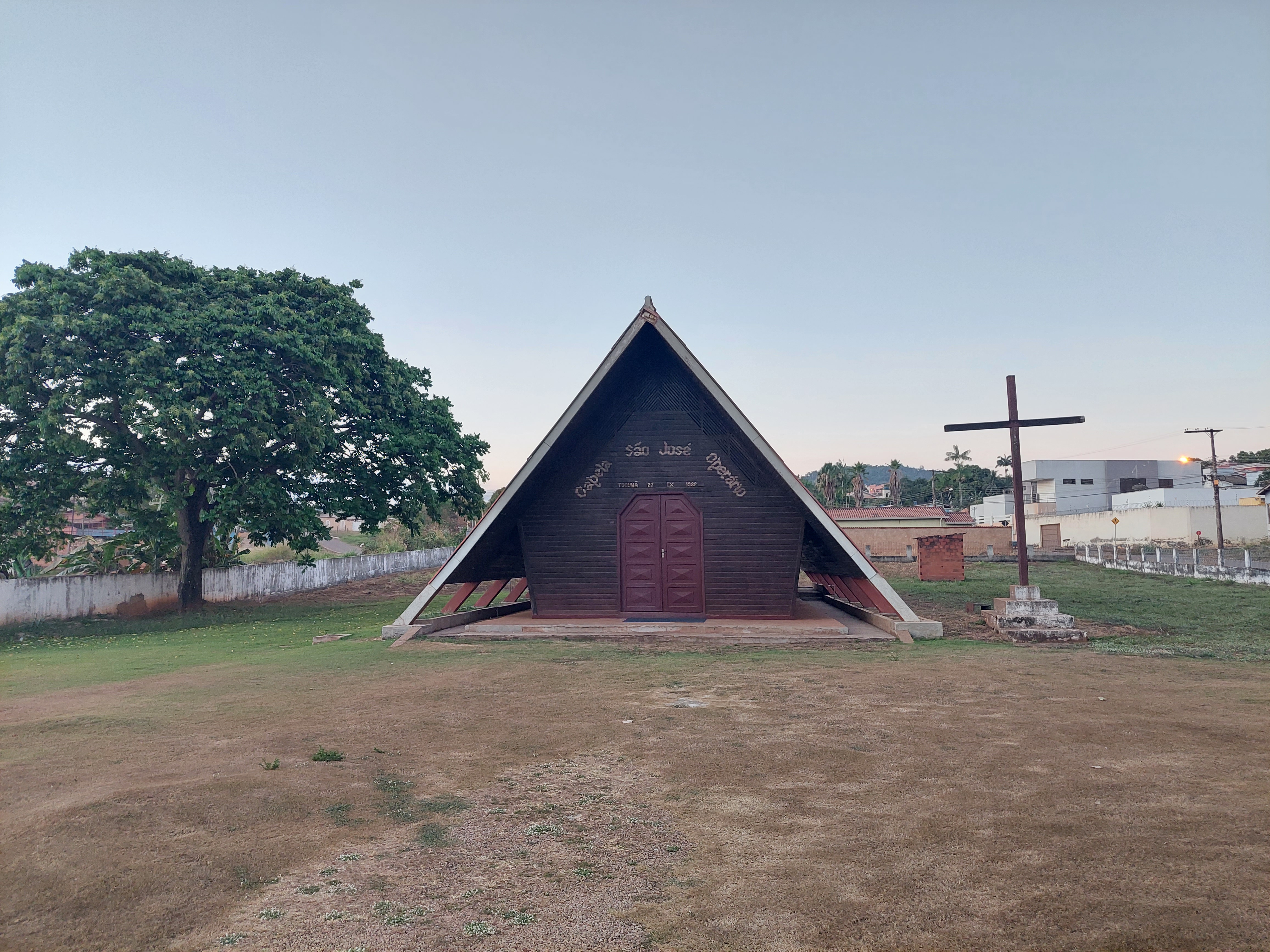
Frontal da Capela São José Operário, marco máximo da arquitetura religiosa sulista-brasileira, em 2021.

O padroeiro oficial do município é São José Operário, que veio da tradição trazida pelos imigrantes do sul do Brasil. A festa litúrgica de São José é feita no dia 1 de maio, com procissões, missas, quermesses, etc., realizadas pela Prelazia de Alto Xingu-Tucumã. Outra manifestação dessa natureza é a de Nossa Senhora Aparecida.
O principal traço arquitetônico dos imigrantes sulistas pode ser observada na Capela de São José Operário, com estilo típico da arquitetura norte europeia, sendo um ponto de lazer e turismo religioso.

### Traço cultural sulista-brasileiro
Uma das manifestações culturais do município é a "feira dos estados", que é tipicamente folclórica. A população local é formada por uma camada significativa de imigrantes vindos do Paraná, Santa Catarina e do Rio Grande do Sul, que trouxeram consigo várias tradições como o uso da bombacha e alguns traços culinários como o charque, o chimarrão e o churrasco. Por ocasião da realização da festa dos estados, no mês de julho, ocorrem manifestações típicas e a venda de comidas próprias desses estados.

### Traços culturais centro e nordestino-brasileiros
Com imigrantes vindos em grande leva também de Minas Gerais, Goiás, Tocantins, Bahia e Maranhão outras tradições culturais somaram-se às sulistas e miscigenaram-se, dando origem a festejos do Divino Espírito Santo, bem como festas juninas e carnaval. Na culinária, a imigração trouxe as culinárias do queijo, do pequi, do cuscuz, do ximango, etc..
Na música, dado essa tradição, pode ser observada a preferência pelo sertanejo e forró. O "mix cultural musical" ali formado deu origem inclusive o ritmo local "sacode", uma mistura de forró, arrocha, brega, reggae e sertanejo.

### Esportes
A principal prática esportiva de Tucumã é o futebol, sendo que o município têm três equipes que jogam em campeonatos regionais com certa regularidade, sendo elas: Atlético Tucumã Esporte Clube, Clube Minersul e o Arena de Fogo Esporte Clube. Todos mandam seus jogos no Estádio Lago do Tigre, o maior da região.
Outras práticas esportivas comuns em Tucumã são as corridas de velocidade de motocicletas, chamadas de motocrós e as apresentações de "espanta-cão" (ou jerico), que são veículos rudimentares desprovidos de muitos equipamentos, adaptados sobre chassis de sucatas.